# Bürgerbewegung Pro Chemnitz
Die Bürgerbewegung Pro Chemnitz (Kurzbezeichnung: PRO CHEMNITZ) ist eine rechtspopulistische Wählervereinigung in Chemnitz und gilt als Teil der Pro-Bewegung. Sie wird seit Ende 2018 vom Landesamt für Verfassungsschutz Sachsen wegen des Verdachts auf rechtsextremistische Bestrebungen nachrichtendienstlich beobachtet.

## Geschichte
Die Bürgerbewegung Pro Chemnitz wurde 2009 durch den Ex-Republikaner-Stadtrat und Rechtsanwalt Martin Kohlmann sowie den vormaligen Chemnitzer Stadtparlamentspräsidenten und Ex-CDU-Mitglied Reinhold Breede gegründet.
Die ehemalige Stadtratsfraktion der Republikaner verließ nach anhaltenden internen Konflikten auf Grund unüberwindbarer Differenzen geschlossen die Partei und trat der neuen Bürgerbewegung bei. Eine Neubenennung der Fraktion als äußerer Nachvollzug dieser Entscheidung wurde jedoch zunächst durch die Oberbürgermeisterin der Stadt Chemnitz, Barbara Ludwig (SPD), verboten. Das Oberverwaltungsgericht in Bautzen hob dieses Verbot jedoch später auf.
Die Pro-Chemnitz-Fraktion im Chemnitzer Stadtrat klagte erfolgreich gegen die 2005 beschlossene Änderung der Fraktionsfinanzierung. Das Bundesverwaltungsgericht entschied 2012 rechtskräftig, dass die getroffene Regelung kleinere Fraktionen diskriminiert.
Nachdem es im Verlauf des Jahres 2013 in der Erstaufnahmeeinrichtung für Asylbewerber in Chemnitz-Ebersdorf wiederholt zu schweren Ausschreitungen gekommen war, unterstützte Pro Chemnitz mehrere Protestdemonstrationen einer örtlichen Bürgerinitiative, an denen bis zu 200 Menschen teilnahmen.
Am 19. Januar 2015 veranstaltete Pro Chemnitz eine Mahnwache für Meinungsfreiheit, an der sich 300 Menschen beteiligten. Anlass war das polizeiliche Verbot der Dresdner PEGIDA-Demonstration, das aufgrund islamistischer Terrordrohungen gegen die Versammlung ausgesprochen wurde.
Im August und September 2018 organisierte Pro Chemnitz im Kontext der fremdenfeindlichen Ausschreitungen die zentralen Demonstrationen, die auch international Beachtung fanden. Im November 2018 wurde Kohlmann von der Vereinigung der Strafverteidiger Sachsen und Sachsen-Anhalt ausgeschlossen, weil er nach dem gewaltsamen Tod eines Deutschen in Chemnitz den Haftbefehl gegen einen der verdächtigen Asylbewerber veröffentlicht habe.
Im November 2019 sperrte der Onlinebezahldienst PayPal das Konto der Bewegung, nachdem mehr als 100.000 Menschen dies per Petition gefordert hatten.

## Politische Einordnung
Pro Chemnitz verfüge – nach einer „Situationsanalyse der 'rechten Szene' in Chemnitz“ im Auftrag des DGB Region Südwestsachsen – in „Person Kohlmanns […] über gute Verbindungen zur NPD  in Sachsen.“ Zwar nehme „Pro Chemnitz zum Nationalsozialismus eine distanzierte oder schweigende Haltung ein. Mit der Rede vom 'Volkstod' oder den 'Völkermassen fremder Ethnien, die ins Land geholt werden' […], schließt Pro Chemnitz indes an die völkisch nationalen Diskurs [sic] der NPD an“. „In strategischer Hinsicht“ ähnele sie der Pro-Bewegung.
Auch zur militanten Naziszene bestehen Kontakte. So kandidierte zur Stadtratswahl im Mai 2014 eine (laut Innenministerium) zum Kern der verbotenen Kameradschaft Nationale Sozialisten Chemnitz gehörende Person für Pro Chemnitz. Pro-Chemnitz-Fraktionsvorsitzender Kohlmann bestritt eine NSC-Mitgliedschaft des Kandidaten.
Das Landesamt für Verfassungsschutz Sachsen sah 2011 bei der Bürgerbewegung Pro Chemnitz jedoch „keine tatsächlichen Anhaltspunkte für verfassungsfeindliche Bestrebungen“. Seit Ende 2018 beobachtet das Amt die Gruppierung.

## Wahlteilnahmen und Ergebnisse

### Oberbürgermeisterwahlen
Bei der Oberbürgermeisterwahl am 16. Juni 2013 in Chemnitz kandidierte Martin Kohlmann für Pro Chemnitz und erreichte ein Ergebnis von 5,6 Prozent der Stimmen. Da keiner der Bewerber bei dieser Wahl die absolute Mehrheit erreichte, fand am 30. Juni 2013 eine Neuwahl statt, bei der auch Martin Kohlmann wieder antrat und 5,5 Prozent der Stimmen erhielt.
Zur letzten Kommunalwahlen konnte Pro Chemnitz sein Ergebnis auf 7,7 Prozent der Stimmen und damit auf 5 Mandate ausbauen. Des Weiteren schafften sie es auch mit einem Mandat in den Ortschaftsrat Einsiedel (7,8 Prozent) und mit zwei Mandaten in den Ortschaftsrat Wittgensdorf (20,5 Prozent).

### Stadtrats- und Ortschaftsratswahlen
Zur Wahl des Chemnitzer Stadtrates am 7. Juni 2009 trat die Bürgerbewegung Pro Chemnitz unter dem Namenszusatz DSU an, da sie Mitglieder der Deutschen Sozialen Union auf ihrer Liste kandidieren ließ. Sie erhielt bei dieser Wahl 12.608 Stimmen (4,6 Prozent) und stellte damit in der Wahlperiode 2009–2014 drei Stadträte.
Bei der Wahl des Chemnitzer Stadtrates am 25. Mai 2014 konnte die Bürgerbewegung Pro Chemnitz ihren Stimmenanteil auf 5,7 Prozent (+ 1,1 Prozentpunkte) ausbauen und erhielt erneut drei Sitze. Im Chemnitzer Stadtteil Ebersdorf wurde Pro Chemnitz mit 17,8 Prozent der Stimmen zweitstärkste Kraft nach der CDU (25,3 Prozent). Bei den Wahlen der Ortschaftsräte der Stadt Chemnitz, die gleichzeitig mit der Stadtratswahl stattfanden, trat Pro Chemnitz ausschließlich in der Ortschaft Einsiedel an und erzielte hier 3,97 Prozent der Stimmen.
Bei der Stadtratswahl 2024 erzielte die Gruppierung, die diesmal gemeinsam mit den Freien Sachsen antrat, drei Sitze mit einem Ergebnis von 4,9 % (– 2,3 %).